# مايك لي (لاعب كرة قاعدة)
مايك لي (بالإنجليزية: Mike Lee)‏ هو لاعب كرة قاعدة أمريكي، ولد في 19 مايو 1941 في بيل في الولايات المتحدة.

## وصلات خارجية
- مايك لي على موقعبيزبول رفرنس.كوم (الدوري الرئيسي) (الإنجليزية)
- مايك لي على موقعبيزبول رفرنس.كوم (الدوري الثانوي) (الإنجليزية)